# 첨바왐바
첨바왐바(영어: Chumbawamba)는 영국의 팝 록 밴드이자, 사회 운동가 그룹이며, 멤버 전체의 진보적 성향과, 이러한 성향이 반영된 음악, 그리고 멤버들의 음악 외적인 활동으로 잘 알려져 있다. 특히, 그 멤버 중 한 사람인 댄버트 노바콘의 경우, 1998년에 있었던 브릿 어워드의 시상식에서 시상식장의 VIP석에 앉아있던 영국의 부총리인 존 프레스콧에게 얼음물을 끼얹어 모욕을 준 일로 화제가 된 바 있으며, 음반 판매 수익을 반파시즘 운동과 환경 운동, 평화주의 운동이나, 여성주의 운동을 지원하는 데 사용한 것으로도 많은 주목을 받았다. 1997년에 발표한 싱글 Tubthumping이 큰 히트를 치면서, 전세계적인 화제를 모았으며, 1998년에는 1998년 FIFA 월드컵을 위한 테마곡인 <Top of the World>를 발표하여 또 한 번 화제를 모았다. 그룹이 결성된 지, 30년이 되던 해인, 2012년에 첨바왐바는 밴드의 해산을 선언하였다.

## 음반 목록
- Pictures of Starving Children Sell Records (1986)
- Never Mind the Ballots (1987)
- English Rebel Songs 1381-1914 (1988)
- Slap! (1990)
- Shhh (1992)
- Anarchy (1994)
- Swingin' with Raymond (1995)
- Tubthumper (1997)
- WYSIWYG (2000)
- Readymades (2002)
- Revengers Tragedy Soundtrack (2003)
- English Rebel Songs 1381-1984 (2003)
- Un (2004)
- A Singsong and a Scrap (2005)
- The Boy Bands Have Won (2008)
- ABCDEFG (2010)